# Camille Rast
Pour les articles homonymes, voir Rast.
Camille Rast, née le 9 juillet 1999 à Vétroz, est une skieuse alpine suisse, spécialiste des disciplines de slalom et de slalom géant. Elle est championne du monde de slalom en 2025.
Championne du monde junior 2017 de slalom et vice-championne du monde junior 2019 de géant, elle connait un début de carrière haché par des ennuis de santé et des blessures, et signe ses premières victoires en slalom sur la Coupe du monde lors de la saison 2024-2025. Le 15 février 2025 à Saalbach, elle devient  championne du monde de slalom.  

## Biographie
Son père est Philippe Rast, motocycliste double champion suisse d’enduro qui a participé à des manches de Coupe du monde.
Elle pratique plusieurs autres sports en compétition, notamment l'athlétisme qui fait toujours partie intégrante de sa préparation à chaque saison de ski, et le vélo enduro en disputant chaque été des manches de Coupe du Monde.

### Les débuts
Après avoir dominé la Coupe Jeunesse Ochsner des moins de 16 ans durant l’hiver 2014/2015, elle intègre le sport-études de Brigue pour se consacrer pleinement au ski. Elle obtient finalement sa maturité d'économie et droit en 2020.

### Saison 2015-2016: débuts en Coupe d'Europe
Elle participe aux courses FIS à partir de novembre 2015 et réussit cinq top 5 (dont deux podiums) avant même la fin de l'année. Elle prend part à sa première course de Coupe d'Europe à Zinal dès janvier 2016 et se classe 21e lors de sa quatrième course, juste avant de remporter sa première course FIS à la mi-janvier. Avant la fin de la saison, elle rentre encore deux fois dans les points en Coupe d'Europe et multiplie les top5 au niveau FIS (au total 11 sur la saison, dont 7 podiums). Elle intègre alors le cadre C de Swiss-Ski en vue de la saison suivante.

### Saison 2016-2017: championne du Monde juniors et débuts en Coupe du Monde
À 17 ans, elle prend son premier départ de Coupe du Monde à Sölden en octobre 2016 et elle se hisse en 9e position du géant de Coupe du monde de Kronplatz en janvier, marquant ainsi ses premiers points dans cette compétition.
Elle est sélectionnée pour les Championnats du monde qui ont lieu à Saint-Moritz en février, terminant 28e du slalom géant et 4ème du Team Event aux côtés de Wendy Holdener, Luca Aerni et Reto Schmidiger.
Elle devient championne du monde juniors de slalom à Åre en mars 2017 après s'être également classée dans trois autres épreuves, dont la 4ème place en combiné.
En Coupe d'Europe, elle réussit pendant la saison 10 top10, dont une troisième place en géant à Kvitfjell en décembre et la victoire en mars lors du slalom disputé à Innichen.
En avril, elle obtient encore deux médailles de bronze aux championnats de Suisse, en slalom et en géant.
Atteinte dès le printemps 2017 par une mononucléose qui ne sera diagnostiquée qu'en juin, elle sent continuellement affaiblie et « prend du retard dans sa préparation estivale en vue de la saison 2017/18 ».

### Saison 2017-2018
Elle obtient la 7e place du géant de Coupe d'Europe à Kvitfjell dès son retour à la compétition, suivie de la 12e place au géant d'Andalo une semaine plus tard. Elle est de retour en Coupe du Monde début janvier à Kranjska Gora. Fin janvier, elle marque des points en Coupe du Monde grâce à sa 22ème place au géant de Lenzerheide.
Elle est sélectionnée pour participer début février aux Mondiaux juniors de Davos. Elle devient championne du monde du Team Event aux côtés de Marco Odermatt, Aline Danioth et Semyel Bissig, tous trois également médaillés en individuel.
Fin février 2018, mal remise de sa maladie, elle met « un terme à sa saison pour récupérer pleinement ses moyens et revenir au top la saison prochaine ».

### Saison 2018-2019
Elle fait son retour en novembre 2018 à Funäsdalen et son meilleur résultat avant la fin de l'année est la 17e place au géant de Coupe d'Europe d'Andalo. Entre fin janvier et début février, elle entre à trois reprises dans le top10, dont la 6ème place aux géants de Zinal et Berchtesgaden.
Elle prend le départ de quatre épreuves aux Mondiaux juniors de Val di Fassa et obtient notamment la médaille d'argent en slalom géant derrière Alice Robinson.
Début mars, elle marque à nouveau des points en Coupe du Monde grâce à une 23e place au géant de Špindlerův Mlýn avant de réussir son quatrième top10 de la saison en Coupe d'Europe avec une 6ème place au slalom de Folgaria.
La saison se termine de manière contrastée. Elle devient championne de Suisse de géant avant de chuter lourdement le lendemain lors du slalom. Elle est alors victime d'une rupture du ligament croisé antérieur et d'une déchirure du ligament collatéral tibial du genou droit. Elle est opérée en mai 2019.

### Saison 2019-2020
Après avoir suivi sa rééducation en tenant d'appréhender la notion de patience au guidon de son VTT et multiplié les tests médico-physiques, elle rechausse les skis fin décembre 2019 et consacre le premier semestre 2020 à peaufiner sa condition physique.

### Saison 2020-2021
Plus d'une année et demie après son accident, elle avoue être « physiquement meilleure qu’avant la blessure » et davantage sereine au moment de reprendre la compétition à l'occasion du géant de Sölden. Elle retrouve la victoire lors du slalom FIS de Diavolezza avant d'être conviée pour les épreuves de Coupe du Monde de Levi,, Zürs et Courchevel. Elle revient sur les podiums de Coupe d'Europe, terminant deuxième du slalom géant d'Andalo, puis troisième du slalom de Vaujany. Trois jours plus tard, elle se place au sixième rang du slalom de Coupe du monde à  Flachau, améliorant sa meilleure performance dans l'élite et décrochant du coup son ticket pour les Championnats du Monde de Cortina d'Ampezzo.
Elle quitte la station des Dolomites sans médaille, avec comme meilleurs résultats la 4e place au Team Event et la 8e en slalom. Elle conclut la saison par un nouveau titre de championne de Suisse de géant et la satisfaction d'être de retour parmi l'élite mondiale avec un 20e rang au classement du slalom de la Coupe du Monde et par son intégration au cadre A de Swiss-ski.
Pendant l'été, Camille Rast prend part à l'Enduro World Series (compétition d'enduro dans la Coupe du monde de VTT) et réussit le 25 juin l’exploit de se classer 12e de l'épreuve de Val di Fassa, remportant même la manche 1.

### Saison 2021-2022
La Valaisanne espère pouvoir franchir un nouveau cap après des années de galère, de nombreux observateurs du Cirque blanc estiment qu'elle peut en tout cas nourrir de grandes ambitions cette saison, la considérant plus très loin des meilleures techniciennes de la planète, attendant d'elle l'hiver de la confirmation à maintenant 22 ans et persuadés qu'elle a un coup à jouer des les premiers slaloms de Levi. C'est cependant à l'occasion d'un détour en Coupe d'Europe à la mi-décembre du côté d'Andalo qu'elle remonte sur le podium, d'abord sur la deuxième marche puis sur la plus haute le lendemain. Fin décembre, après une 9ème et une 12ème place lors des deux géants de Courchevel, elle améliore la meilleure performance de sa carrière en géant en prenant la 7ème place à Lienz. Lors du slalom du lendemain, elle prend à nouveau la 7ème place, c'est alors sa meilleure performance après sa 6ème place à Flachau l'hiver précédent.
Début janvier, infectée par le Covid-19, elle doit déclarer forfait pour le slalom de Zagreb et son retour est annoncé pour celui de Schladming. Elle y prend la 4ème place, à ce moment le meilleur résultat de sa carrière, derrière les irrésistibles Mikaela Shiffrin et Petra Vlhová mais à seulement 12 petits centièmes de la 3ème place de Lena Dürr. Elle déclare regretter une petite faute commise sur le bas du parcours en première manche qui lui a non seulement fait perdre du temps mais aussi empêcher de se lâcher complètement sur le second tracé. Après de nouveaux points marqués au géant de Kromplatz, il est temps de penser aux Jeux olympiques. Contrôlée positive à son arrivée à l’aéroport de Pékin, elle doit faire deux tests négatifs pour rapidement sortir d’isolement. Malgré ce contretemps, elle fait partie des outsiders tant pour le géant du lundi que pour le slalom du mercredi. Après la décevante 16ème place en géant, elle réalise le 7ème rang en slalom, grâce notamment au 3ème temps de la seconde manche à 31 centièmes de la championne olympique Petra Vlhová. Elle fait aussi partie de l'équipe appelée à défendre le titre olympique du Team Event acquis quatre plus tôt en Corée du Sud mais qui ne parvient même pas à passer deux tours.
Après une 12e place au géant de Lenzerheide, elle connait l'élimination lors de celui d'Åre en allant frapper violemment une porte. Se plaignant de douleurs aux deux genoux, elle renonce au slalom du lendemain. On apprend qu'elle souffre d’une une entorse bénigne du genou droit ainsi qu’une contusion du genou gauche, ce qui rend incertaine sa participation aux épreuves des finales. Elle prend le départ du slalom dans l'espoir de finir la saison dans le top15 de la discipline mais sa 18ème place ne lui permet pas de marquer des points lors des finales. Elle renonce alors au géant du lendemain en pensant déjà à la saison prochaine où son objectif sera d’entrer dans le top 15 dans ses deux disciplines. 16e de la saison en géant, 20e en slalom et 38e au général, elle réalise alors sa meilleure saison de Coupe du Monde.

## Palmarès

### Jeux olympiques
| Édition / Épreuve | Slalom géant | Slalom | Par équipes |
| ----------------- | ------------ | ------ | ----------- |
| JO 2022 Pékin     | 16e          | 7e     | —           |

### Championnats du monde
| Édition / Épreuve                | Slalom géant | Slalom | Par équipes | Combiné par équipes              | Parallèle                        |
| Mondiaux 2017 Saint-Moritz       | 28e          | —      | 4e          | Épreuve inexistante à cette date | Épreuve inexistante à cette date |
| Mondiaux 2021 Cortina d'Ampezzo  | —            | 8e     | 4e          | Épreuve inexistante à cette date | Non qualifiée                    |
| Mondiaux 2023 Courchevel-Méribel | 14e          | 27e    | —           | Épreuve inexistante à cette date | 12e                              |
| Mondiaux 2025 Saalbach           | 11e          | Or     | —           | 7e                               | Épreuve inexistante à cette date |

Légende :
- : première place, médaille d'or
- : deuxième place, médaille d'argent
- : troisième place, médaille de bronze
- : pas d'épreuve
- — : Non disputée par Camille Rast

### Coupe du monde
- Premier départ : 22 octobre 2016, géant de Sölden, DNQ
- Premier top30 et premier top10 : 24 janvier 2017, géant de Kronplatz, 9ème
- Meilleur classement général : 20e en 2024
- 4 podiums dont 2 victoires.
- 1 podium par équipes.

| Saison/Classement | Général | Général | Slalom géant | Slalom géant | Slalom | Slalom | Parallèle | Parallèle |
| Saison/Classement | Class.  | Points  | Class.       | Points       | Class. | Points | Class.    | Points    |
| ----------------- | ------- | ------- | ------------ | ------------ | ------ | ------ | --------- | --------- |
| 2016-2017         | 90e     | 29      | 35e          | 29           | -      | -      | -         | -         |
| 2017-2018         | 117e    | 9       | 43e          | 9            | -      | -      | -         | -         |
| 2018-2019         | 120e    | 8       | 49e          | 8            | -      | -      | -         | -         |
| 2020-2021         | 52e     | 103     | 49e          | 10           | 20e    | 93     | -         | -         |
| 2021-2022         | 38e     | 231     | 16e          | 119          | 20e    | 106    | 25e       | 6         |
| 2022-2023         | 52e     | 145     | 31e          | 48           | 25e    | 97     | -         | -         |
| 2023-2024         | 20e     | 412     | 20e          | 122          | 9e     | 290    | -         | -         |
| 2024-2025         | 6e      | 736     | 10e          | 244          | 3e     | 492    | -         | -         |

#### Détail des victoires
| Édition / Épreuve | Slalom             | Total |
| 2024-2025         | Killington Flachau | 2     |
| Total             | 2                  | 2     |

### Coupe d'Europe
- Première course : 5 janvier 2016, géant de Zinal, 46ème
- Premier top30 : 7 janvier 2016, slalom de Zinal, 21ème
- Premier top10 : 4 décembre 2016, géant de Trysil, 7ème
- Premier podium : 8 décembre 2016, géant de Kvitfjell, 3ème
- Première victoire : 19 mars 2017, slalom de Innichen
- Meilleur classement général : 9e en 2017.
- Meilleurs résultats :
  - 1re à Andalo en 2021 (géant)
  - 2e à Andalo en 2021 (géant)
  - 3e à Vaujany en 2021 (slalom)
  - 2e à Andalo en 2020 (géant)
  - 1re à Innichen en 2017 (slalom)
  - 3e à Kvitfjell en 2017 (slalom)

| Saison/Classement | Général | Général | Slalom | Slalom | Slalom géant | Slalom géant | Super G | Super G | Combiné | Combiné |
| Saison/Classement | Class.  | Points  | Class. | Points | Class.       | Points       | Class.  | Points  | Class.  | Points  |
| ----------------- | ------- | ------- | ------ | ------ | ------------ | ------------ | ------- | ------- | ------- | ------- |
| 2015-2016         | 117e    | 32      | 47e    | 32     | -            | -            | -       | -       | -       | -       |
| 2016-2017         | 9e      | 591     | 5e     | 287    | 8e           | 281          | 64e     | 3       | 30e     | 20      |
| 2017-2018         | 81e     | 76      | 62e    | 18     | 34e          | 58           | -       | -       | -       | -       |
| 2018-2019         | 29e     | 264     | 33e    | 69     | 14e          | 195          | -       | -       | -       | -       |
| 2019-2020         | -       | -       | -      | -      | -            | -            | -       | -       | -       | -       |
| 2020-2021         | 46e     | 148     | 35e    | 60     | 27e          | 88           | -       | -       | -       | -       |
| 2021-2022         | 43e     | 180     | -      | -      | 10e          | 180          | -       | -       | -       | -       |

### Championnats du monde juniors
| Édition / Épreuve          | Slalom | Géant    | Super G | Combiné | Team Event |
| -------------------------- | ------ | -------- | ------- | ------- | ---------- |
| Mondiaux 2017 Åre          | · Or   | 12e      | 14e     | 4e      | -          |
| Mondiaux 2018 Davos        | DNF2   | 38e      | -       | -       | · Or       |
| Mondiaux 2019 Val di Fassa | 6e     | · Argent | 24e     | 9e      | -          |

### Championnats de Suisse
Médaille d'or en slalom géant en 2021
 Médaille d'or en slalom géant en 2019
 Médaille de bronze en slalom en 2017
 Médaille de bronze en slalom géant en 2017

### Catégorie jeunesse

#### Championnats de Suisse
- Médaille d'or en slalom géant M16 en 2015
- Médaille d'or en super-G M16 en 2015

#### Courses internationales
- 1re en slalom Trophée des 5 Nations - Oberjoch
- 4e en slalom géant Trophée des Nations - Oberjoch
- 1re en slalom La Scara - val D'Isère
- 3e en super-G La Scara - Val D'Isère

#### Courses suisses
- Première au classement général National Ochsner Cup M16
- Première au classement général Inter-Région Suisse Ouest M16